# Roci din Coreca
Roci din Coreca constituie un grup de roci din Italia situate în Marea Tireniană, în Calabria, în cătunul Coreca.

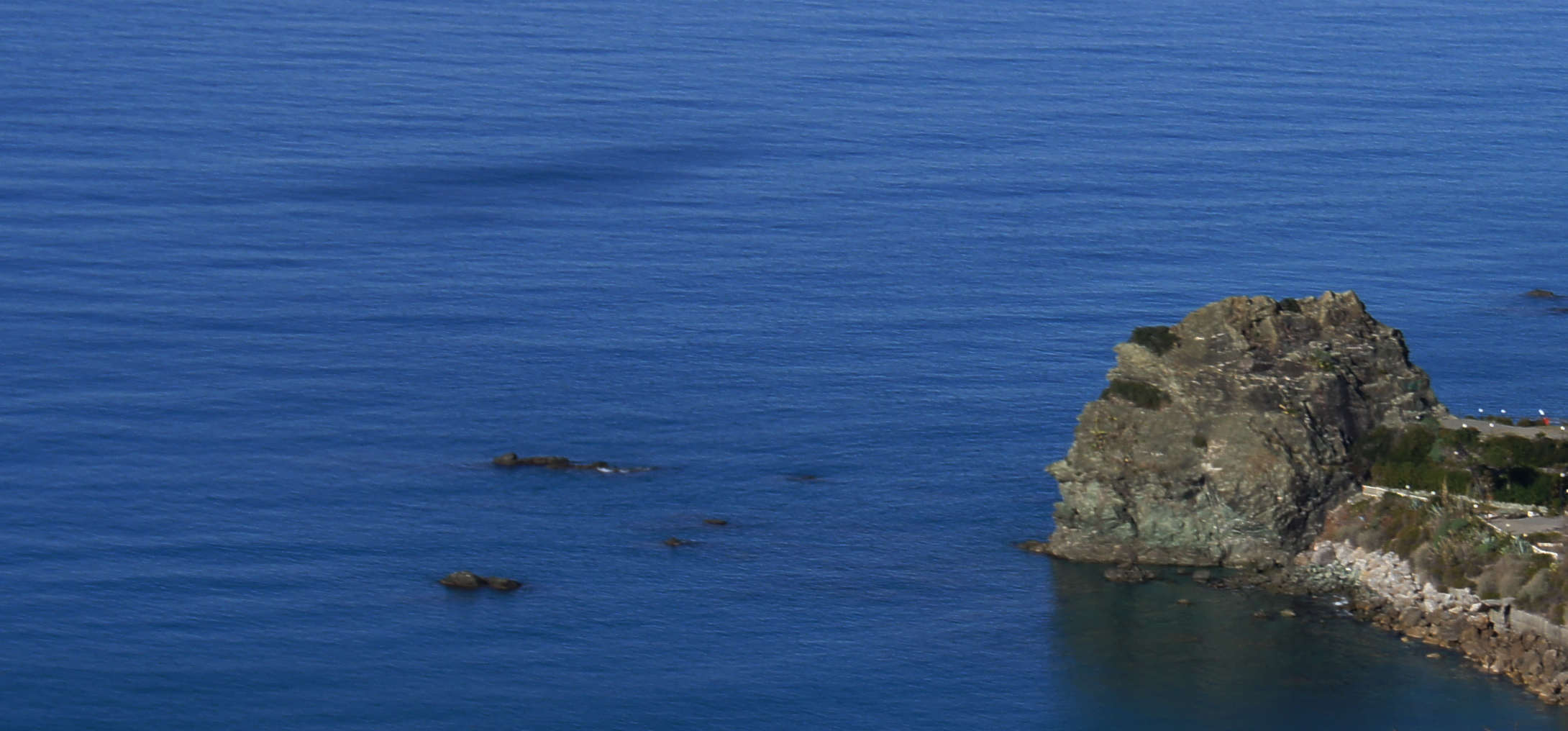

Sunt un grup de 10 roci: Capoto (cea mai mare dintre ele), Formica, Ginario, Longarino, Piccirillo, Tirolé (sau chiar Pirolé) și cele 4 Scuagli din Funtana, au o zonă de distribuție care merge din localitatea din apropiere "La Tonnara" pe marginea aerului mării din satul principal Coreca.
Capoto este cel mai mare dintre ei, cu o suprafață de 50 m², utilizat mai ales pentru scufundări și pentru fotografii amatori și filmări cinematografice.
În anii șaizeci, șaptezeci și optzeci au fost destinația radio și amatori și o destinație pentru evenimente de mediu, cum ar fi LIPU, pentru marea faună ornitologică marină, care acum a dispărut complet.
Administrativ aparțin Amantea, o municipalitate italiană din provincia Cosenza.